# Louis Asterac Fontrailles
Louis Asterac Frontailles (Guascogna, ... – 1677) è stato un nobile francese, marchese di Marestaing, visconte di Fontrailles e di Cogotois.

## Biografia
Nacque agli inizi del XVII secolo in Guascogna, in un'antica ed illustre famiglia, il casato di Astarac. 
Era figlio di Benjamin d'Astarac, barone di Marestaing e di Fontrailles e siniscalco di Armagnac e di Marguerite de Montesquiou. I suoi genitori erano entrambi protestanti ma si convertirono al cattolicesimo nel 1618 e con essi anche il figlio Louis. Il peso di questa conversione gli costerà la beffa dei suoi nemici ed in particolare del cardinale di Richelieu. Questi disse a Fontrailles in occasione della visita di un ambasciatore: Mettetvi in ordine Monsieur de Fontrailles, all'ambasciatore non piacciono i mostri!. Questo incidente sarebbe all'origine dell'odio di Fontrailles nei confronti del ministro.
Amico del cardinale di Retz, terrà una nutrita corrispondenza con lui, e Retz scriverà molto di lui nelle sue memorie.
Fontrailles partecipò al complotto di Montrésor (che aveva come obbiettivo l'assassinio di Richelieu), ma Gastone d'Orléans non fece il segnale convenuto e la cospirazione fallì.
Egli era stato incaricato dal duca d'Orléans di negoziare con Gaspar de Guzmán le modalità per far andare a buon fine la cospirazione di Cinq-Mars contro il cardinale Richelieu, e concludere il trattato segreto con il quale la Spagna doveva fornire delle truppe e del denaro. Ma la cospirazione venne scoperta, e Fontrailles dovette fuggire in Inghilterra da dove rientrò solo dopo la morte del cardinale nel 1643. Sotto il governo del cardinale Mazzarino mantiene una corrispondenza con Léon Bouthillier, ma in termini molto equivoci.
Successivamente prende parte alla Fronda prima di rientrare nel campo della reggenza, ma Luigi XIV non gli perdonerà mai i suoi intrighi.
Caduto in disgrazia, si ritirò nelle sue terre, dove scrisse le sue memorie e morì nel 1677.

## Scritti
- Relation des choses particulières de la cour pendant la faveur de M. de Cinq-Mars (dans les Mémoires de Montrésor et la collection Petitot) ;
- des Lettres, restées manuscrites.